# Benetton Formula
Benetton Formula Ltd., cunoscut simplu sub numele de Benetton, a fost un constructor de Formula 1 care a concurat in campionatul mondial între 1986 și 2001. Echipa era deținută de familia Benetton⁠(en)[traduceți], care conduce un lanț mondial de magazine de îmbrăcăminte cu același nume. În 2000, echipa a fost achiziționată de către Renault, dar a concurat în continuare ca „Benetton” pentru sezoanele 2000 și 2001. În 2002, echipa a devenit Renault. Benetton a fost condusă de Alessandro Benetton din 1988 până în 1998.
Din cele 260 de curse la care a participat, echipa a reușit să câștige 27 dintre ele, a acumulat 15 pole position-uri și 102 podiumuri. De asemenea, pilotul Benetton Michael Schumacher a devenit campionul mondial la piloți în 1994 și 1995, în 1955 Benetton câștigând și campionatul constructorilor, singurul din palmares.

## Istoric
Benetton Group a intrat în Formula 1 ca sponsor pentru constructorul Tyrrell în 1983, apoi pentru Alfa Romeo în 1984 și 1985 și în cele din urmă pentru Toleman în 1985. Toleman avusese un sezon dificil în 1985, lipsind din primele trei curse ale sezonului și fiind forțată să concureze cu o singură mașină pentru următoarele șase curse, ca urmare a unei dispute cu furnizorii de anvelope. Teo Fabi ocupase pole position pentru Toleman la Marele Premiu al Germaniei dar, cu toate acestea, echipa nu a marcat niciun punct în timpul sezonului, fiabilitatea slabă a făcut ca o mașină Toleman să vadă steagul în carouri doar de două ori din totalul de 20 de participări. Benetton Formula Ltd. a fost înființată la sfârșitul anului 1985, când echipa Toleman a fost vândută familiei Benetton. Toleman dezvoltase deja TG186, șasiul lor planificat pentru sezonul 1986. Acesta a fost redenumit drept Benetton B186 după schimbarea proprietății.

### Primii ani (1986-1990)

#### 1986-1987: începuturile
Primul sezon pentru Benetton în Formula 1 a venit cu o schimbare a furnizării de motoare, motoarele Hart fiind înlocuite cu cele ale unui mare producător de mașini, puternicul BMW M12.[5] Teo Fabi a fost menținut ca pilot iar Piercarlo Ghinzani a fost înlocuit de Gerhard Berger, care s-a alăturat de la Arrows.

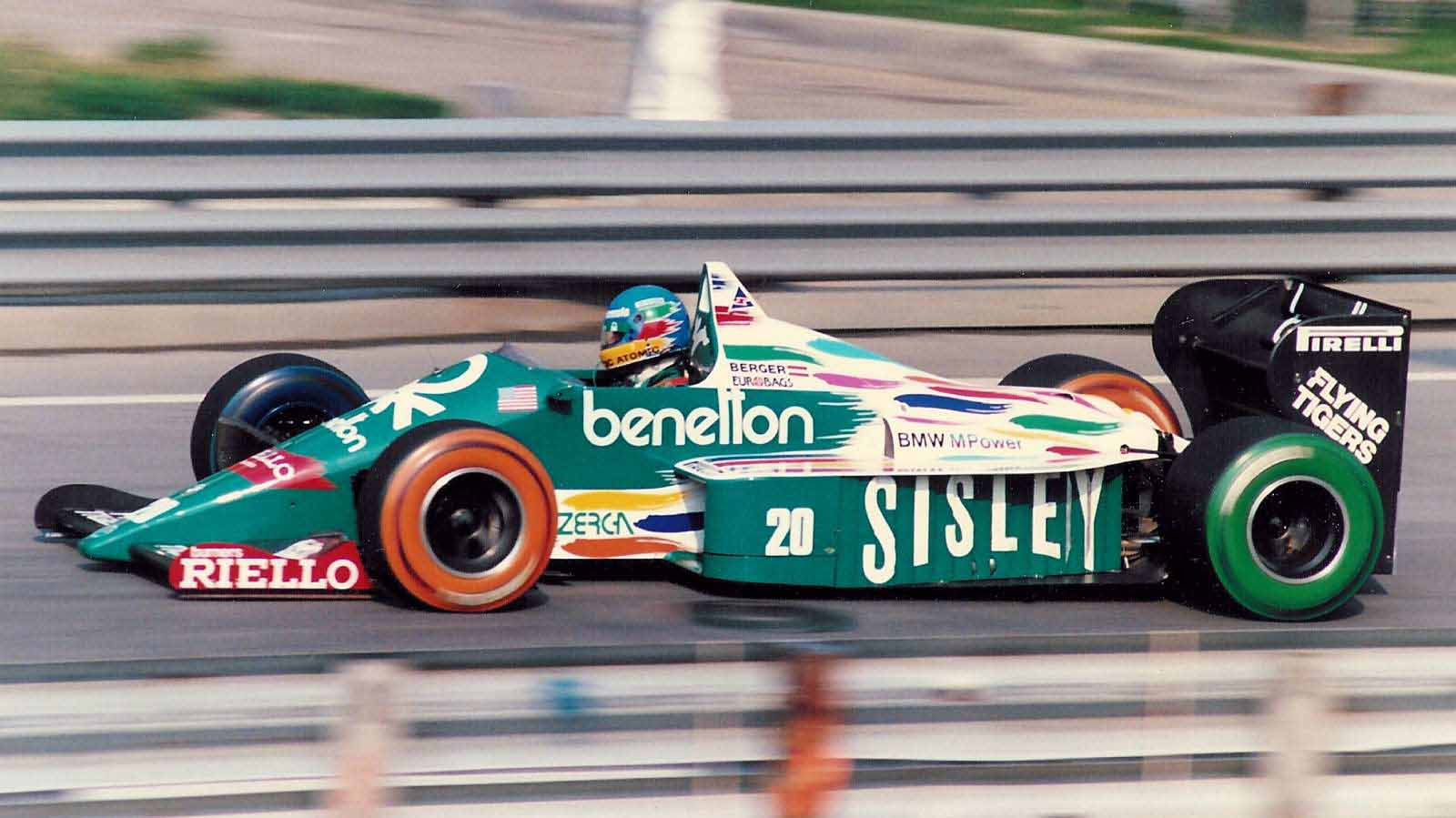
Gerhard Berger în.

B186 și-a demonstrat performanța pe tot parcursul sezonului, Berger asigurând primul podium al echipei la Imola și un start în primul rând în Belgia. Fabi a obținut două pole position-uri consecutive în Austria și Italia, înainte ca Berger să obțină prima victorie a echipei în Mexic, cu aproape jumătate de minut înaintea celui mai apropiat rival al său. În ciuda ritmului de bază impresionant, B186 a suferit de o nefiabilitate gravă. Echipa a înregistrat nouăsprezece retrageri, opt consecutive pentru Fabi (inclusiv din cele două pole position-uri ale sale). Benetton a încheiat sezonul pe locul 6 în campionat cu 19 puncte.
Berger a părăsit echipa pentru Ferrari la sfârșitul anului 1986 și a fost înlocuit de fostul său coechipier de la Arrows, Thierry Boutsen. BMW, care a furnizat motoare către trei echipe în 1986, și-a redus operațiunile pentru a furniza numai către Brabham în 1987. Odată cu destrămarea echipei Haas Lola la sfârșitul anului 1986, Benetton a reușit să preia furnizarea motoarelor turbo de la Ford. B187 a suferit de probleme cu motorul la începutul sezonului, dar a devenit mai consistentă la mijlocul sezonului după reducerea efectului turbocompresorului, ocupând numeroase clasări pe locurile 4 și 5, precum și două locuri trei în Austria și Australia. Benetton a încheiat sezonul pe locul 5 în campionat cu 28 de puncte.

#### 1988-1990: creșterea

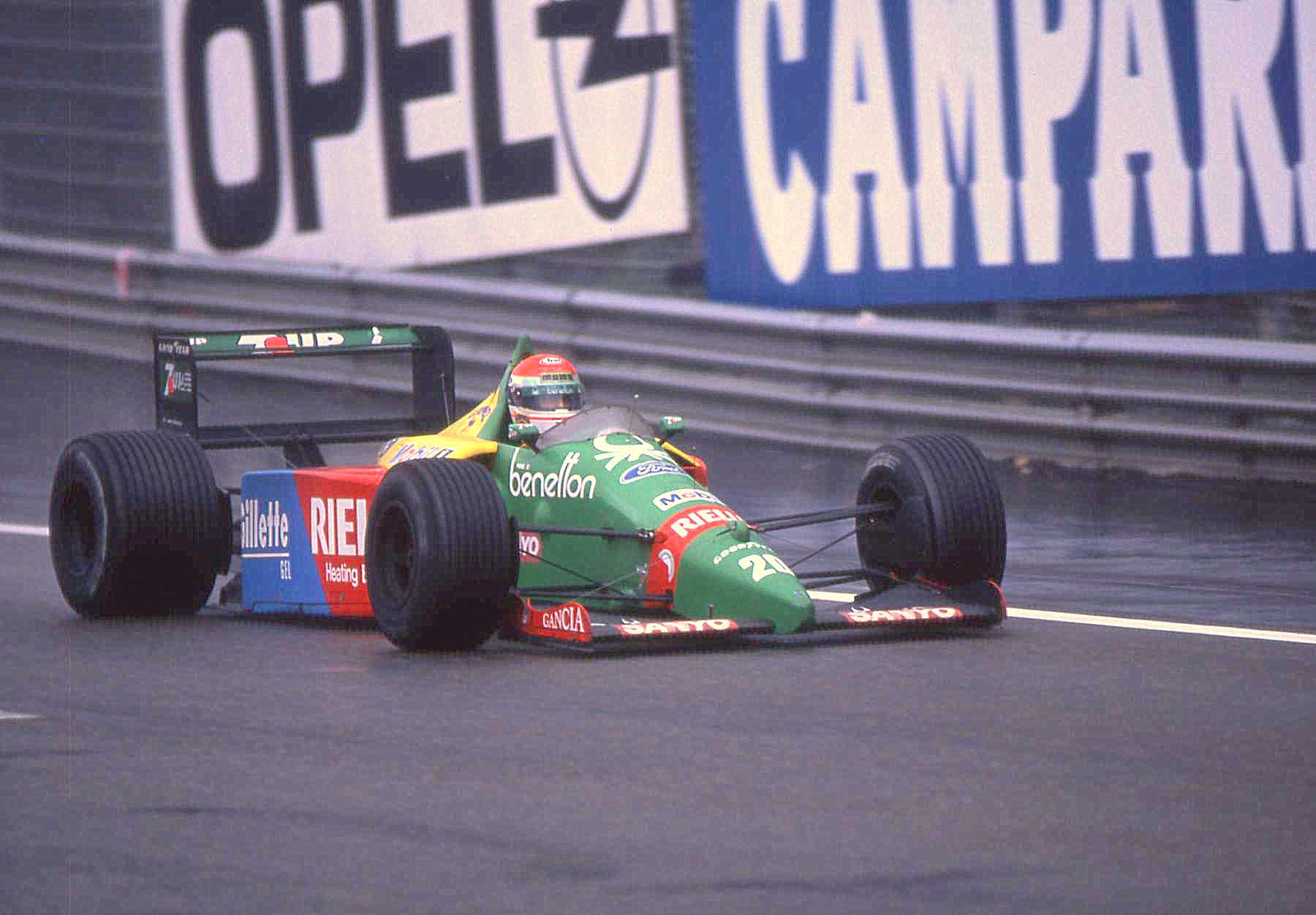
Emanuele Pirro în.

Echipa a renunțat la Fabi pentru sezonul 1988 în favoarea pilotului Minardi Alessandro Nannini, punând astfel capăt carierei lui Fabi în Formula 1. B188 a devenit prima mașină cu aspirație naturală a echipei, deoarece Ford dorea să se concentreze asupra dezvoltării în lumina viitoarei interdicții asupra motoarelor turbo. B188 a fost din nou o îmbunătățire față de predecesorul său, suferind aproape jumătate din numărul de retrageri și adunând șapte podiumuri. Boutsen terminase pe locul 3 în Belgia, însă ambii Benetton au fost descalificați din cursă după ce sezonul s-a încheiat pentru nereguli legate de combustibil. Echipa a terminat sezonul pe locul 3 în campionat cu 39 de puncte.
În 1989, Boutsen a părăsit Benetton pentru a se alătura lui Williams și a fost înlocuit de debutantul Johnny Herbert. Noul motor dezvoltat de Ford pentru B189 nu era gata pentru începutul sezonului, iar motorul din anul precedent nu se potrivea în noua mașină. Prin urmare, echipa nu a avut de ales decât să continue să folosească șasiul B188. În ciuda acestui impas, B188 s-a dovedit în continuare competitiv, Nannini obținând un podium la Imola. Înainte de a-și face debutul în Formula 1, Herbert a fost implicat într-un accident grav în Formula 3000, în care și-a fracturat ambele picioare. În ciuda unor rezultate impresionante, inclusiv locul 4 în prima sa cursă, el a fost eliminat de echipă după ce nu s-a calificat pentru Marele Premiu al Canadei, deoarece a devenit clar că încă nu-și revenise complet. El a fost înlocuit de pilotul de testare McLaren Emanuele Pirro. B189 a fost în sfârșit gata să concureze la următoarea cursă. Nannini avea să obțină prima victorie a lui Benetton după cea din sezonul de debut la Marele Premiu al Japoniei, după ce Ayrton Senna a fost descalificat. Pirro a reușit să obțină doar un singur punct în cele zece curse ale sale cu echipa, ocupând locul 5 în Australia. Benetton a încheiat sezonul pe locul 4 în campionat cu 39 de puncte.
Înainte de sezonul 1990, conducerea echipei a fost concediată, iar omul de afaceri Flavio Briatore a fost numit manager de echipă de către familia Benetton. Pirro a fost renunțat în favoarea triplului campion mondial Nelson Piquet, care părăsise echipa Lotus aflată în dificultate. Benetton a folosit un B189 modificat înainte de a introduce B190 la a treia cursă a sezonului. 1990 s-a dovedit a fi cel mai de succes al echipei până în prezent, Piquet câștigând ultimele două curse ale sezonului și echipa obținând alte șase clasări pe podium. O tragedie avea să cuprindă echipa la sfârșitul sezonului, după ce Nannini și-a pierdut antebrațul drept într-un accident de elicopter. Brațul i-a fost atașat din nou, dar rănile i-au pus capăt carierei în Formula 1. Pilotul EuroBrun, Roberto Moreno, a devenit disponibil după ce echipa lui s-a retras din sport, așa că a fost angajat ca înlocuitor al lui Nannini. Următoarea cursă, cea din Japonia, a marcat prima clasare 1-2 pentru Benetton, precum și primul și singurul podium din carieră al lui Moreno. Benetton a încheiat sezonul pe locul 3 în campionat cu 71 de puncte.

### Anii cu Schumacher (1991-1995)

#### 1991-1993: prezențe constante pe podium
Un nou sponsor principal a fost adus pentru 1991, sub forma mărcii americane de țigarete Camel, care a apărut anterior ca sponsor minor pe mașinile Benetton. Sezonul 1991 a fost mai puțin reușit pentru Benetton. Un B190 modernizat a fost folosit pentru primele două curse ale sezonului înainte ca B191 să-și facă debutul la Marele Premiu al statului San Marino. Piquet a obținut o victorie neașteptată în Canada, după ce Nigel Mansell s-a retras în ultimul tur, dar alte două clasări pe locul 3 au fost singurele locuri pe podium pe care echipa le-a obținut în 1991. Benetton a căutat un tânăr pilot pentru viitorul echipei și nu credea că nici Moreno și nici bătrânul Piquet ar putea ocupa acest rol. După ce Michael Schumacher a impresionat la debutul său cu Jordan la Marele Premiu al Belgiei, a fost semnat de Benetton pentru următoarea cursă în locul lui Moreno. Jordan a protestat împotriva mișcării în instanțele britanice, dar acestea au fost în favoarea lui Benetton.

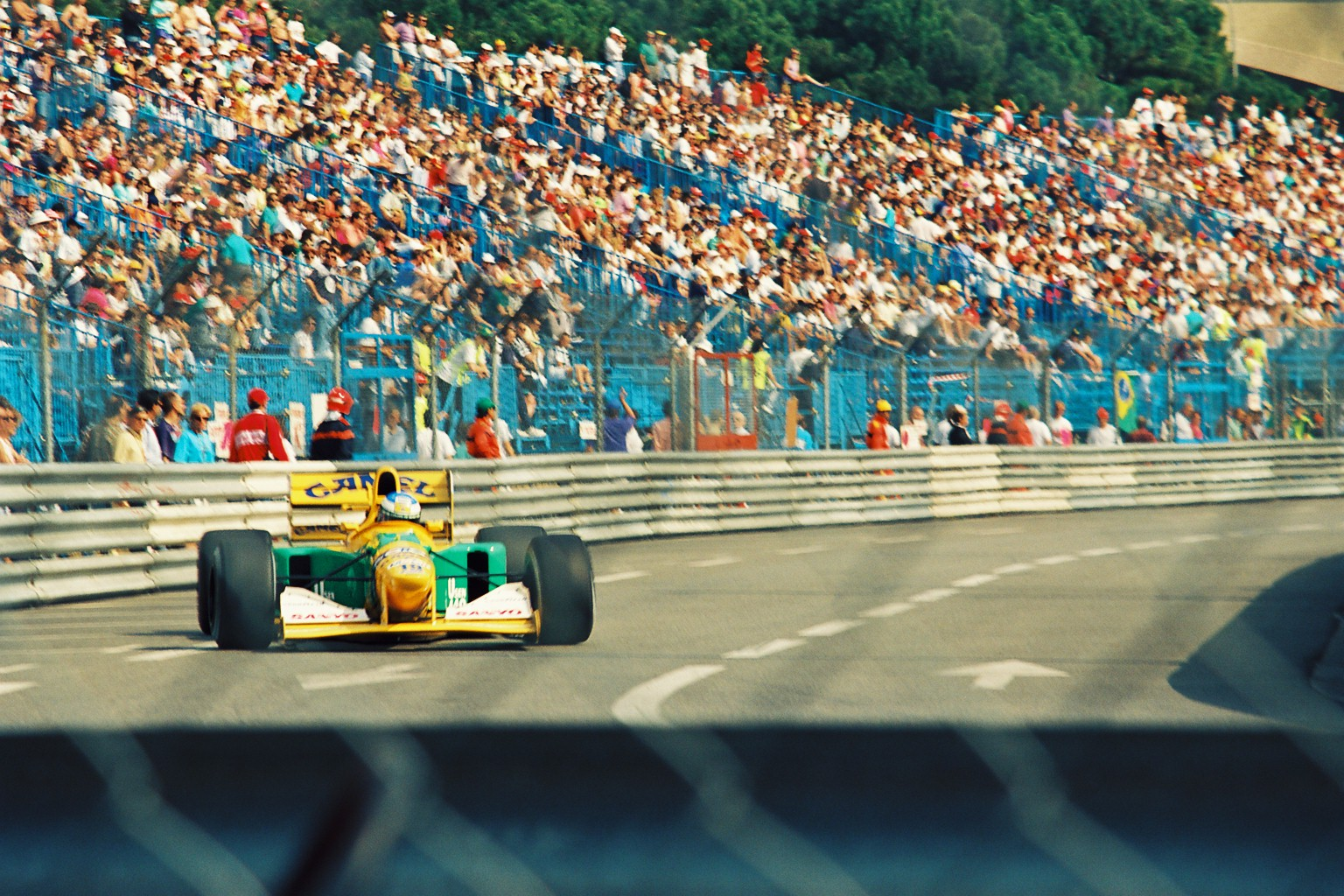
Michael Schumacher în.

Pentru sezonul 1992, Tom Walkinshaw Racing a achiziționat o parte din Benetton, Tom Walkinshaw și Ross Brawn fiind aduși pentru a conduce operațiunile de inginerie ale echipei. Echipa și-a mutat, de asemenea, baza de operațiuni din Witney, Oxfordshire, la o nouă fabrică aproape de satul din apropiere, Enstone. Piquet se retrăsese din Formula 1 și a fost înlocuit de pilotul experimentat al Brabham, Martin Brundle. Noua mașină a lui Benetton a fost din nou amânată, echipa folosind un B191 modernizat pentru primele trei curse ale sezonului în care Schumacher a obținut două clasări pe podium. B192 a fost o îmbunătățire marcantă, cu încă unsprezece poziții pe podium, inclusiv o victorie la Spa-Francorchamps, prima din cariera lui Schumacher. Benetton a încheiat sezonul pe locul 3 în campionat cu 91 de puncte.
Echipa a renunțat în mod neașteptat la Brundle pentru 1993 în favoarea veteranului Riccardo Patrese, care părăsise Williams. B193 a fost similar în competitivitate cu predecesorul său, luând o singură victorie în mâinile lui Schumacher la Marele Premiu al Portugaliei și terminând pe locul 3 în campionat pentru a patra oară în istoria echipei. Benetton a obținut alte zece podiumuri în timpul sezonului. În ciuda acestor rezultate impresionante și îmbunătățiri ale performanței echipei în 1992 și 1993, Benetton nu a reușit să-i ofere lui Schumacher o mașină pentru lupta la campionatul mondial și au fost surclasați de echipa dominantă Williams.

#### 1994-1995: câștigarea titlurilor mondiale
Camel a fost înlocuit ca sponsor principal al echipei pentru 1994 de către marca japoneză de țigarete Mild Seven. Asta a însemnat că Benetton a adoptat albastrul deschis drept culoare principală a mașinii. Patrese s-a retras din Formula 1, punând capăt a ceea ce a fost cea mai lungă carieră din istoria sportului. El a fost înlocuit de pilotul Sauber JJ Lehto. Cu toate acestea, Lehto s-a accidentat în timp ce testa B194 înainte de începerea sezonului și pilotul de testare Benetton, Jos Verstappen, a fost promovat pentru a-l înlocui. B194 a dominat în mâinile lui Schumacher, câștigând șase din primele șapte curse ale sezonului și luând primele pole position-uri ale lui Benetton din 1986 încoace. Verstappen și Lehto au avut mai puțin succes. Verstappen s-a retras din primele două curse după accidente. Lehto a fost declarat apt pentru Marele Premiu al statului San Marino, dar a marcat un singur punct în următoarele patru curse și a fost înlocuit din nou de Verstappen pentru Marele Premiu al Franței.

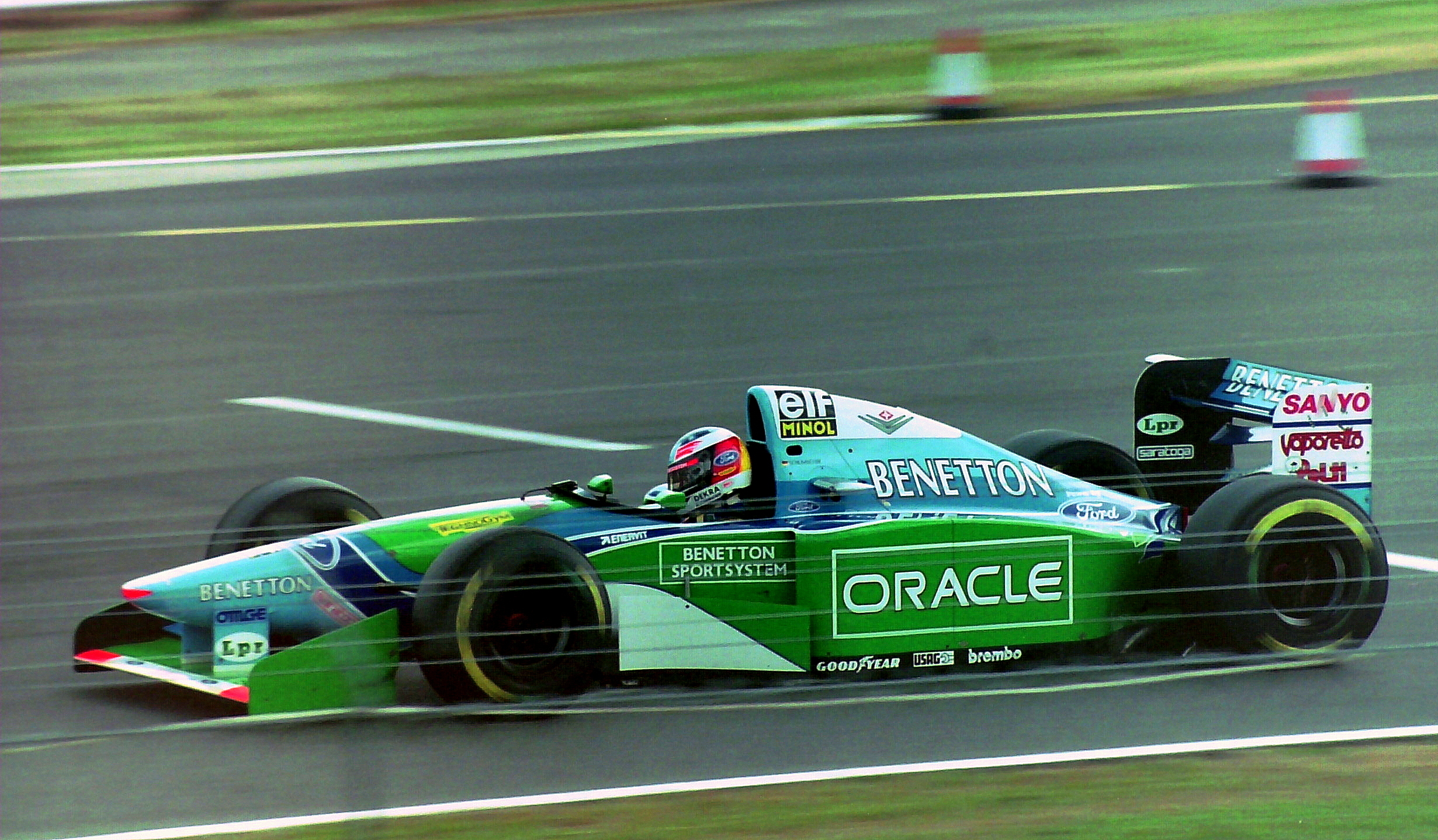
Michael Schumacher în. El a fost descalificat după cursă și a primit o suspendare pentru alte două Mari Premii.

Schumacher a terminat pe locul 2 la Marele Premiu al Marii Britanii, dar s-a considerat că l-a depășit pe Damon Hill în turul de formare și apoi a ignorat steagurile negre. A fost descalificat după cursă, iar mai târziu a primit o interdicție de două curse. La Marele Premiu al Germaniei, B194 al lui Verstappen a izbucnit în flăcări după ce a fost umplut cu combustibil în timpul opririi sale la boxe. A scăpat cu arsuri minore și a revenit pentru a înscrie două podiumuri consecutive la următoarele curse, primele din cariera sa. O altă descalificare a venit pentru Schumacher după ce a terminat pe locul 1 la Marele Premiu al Belgiei; mașina lui a fost măsurată ca având o uzură ilegală a blocului de alunecare⁠(en)[traduceți]. Interdicția sa a fost executată la următoarele două curse, în timpul cărora Lehto s-a întors la echipă ca înlocuitor. În încercarea de a câștiga campionatul constructorilor, Benetton l-a înlocuit pe Verstappen cu experimentatul Johnny Herbert pentru ultimele două curse ale sezonului, marcând revenirea lui în echipă. În cele din urmă, acest lucru nu a avut succes după ce Herbert s-a retras din ambele curse. În ciuda faptului că Benetton a pierdut campionatul constructorilor în fața lui Williams, Schumacher a câștigat primul său titlu mondial după ce s-a ciocnit cu rivalul de campionat, Hill, în cursa finală din Australia, manevră ce i-a eliminat pe ambii piloți.
În timpul sezonului 1994, unele echipe rivale au susținut că Benetton a găsit o modalitate de a încălca interdicția impusă de FIA asupra ajutoarelor electronice, inclusiv controlul tracțiunii și controlul lansării. În urma anchetei, FIA a descoperit un software pentru „secvența de pornire” (controlul lansării) în mașinile Benetton B194 și o varietate de software ilegal în mașinile echipelor rivale. FIA nu avea însă nicio dovadă că software-ul a fost folosit vreodată, așa că echipele găsite cu software-ul au primit pedepse minime sau deloc. Flavio Briatore, șeful Benetton în 1994, a spus în 2001 că „Singura noastră greșeală a fost că la acea vreme eram prea tineri și oamenii erau suspicioși”.

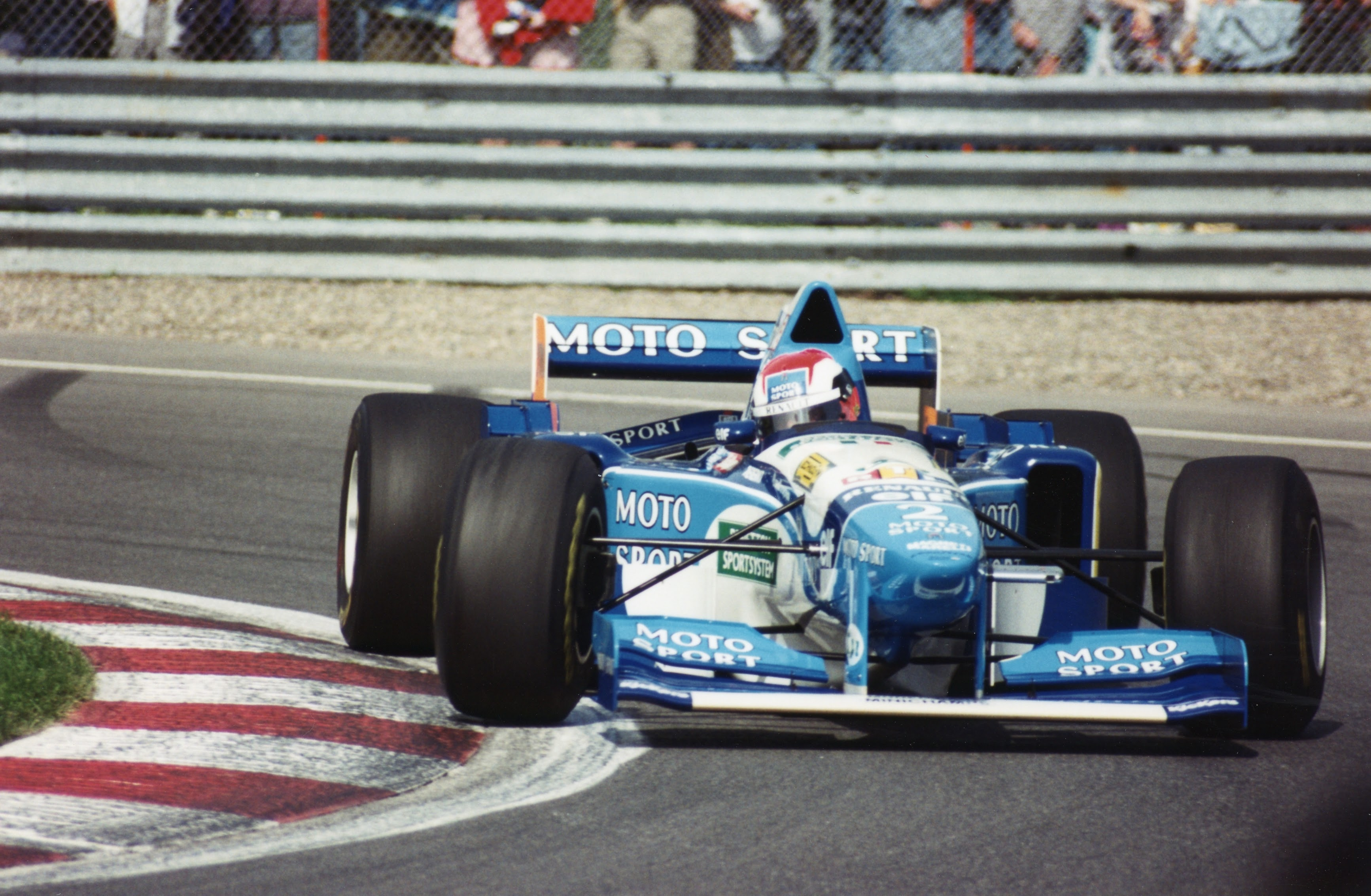
Johnny Herbert în.

După opt ani cu motoare Ford, Benetton a trecut la motoarele Renault V10 pentru 1995. Herbert a fost reținut alături de Schumacher, în timp ce pilotul de testare Verstappen a fost împrumutat echipei Simtek, aflată în dificultate. Schumacher a fost inițial critic la adresa noului B195, susținând că era greu de controlat. Mașina a fost depășită de Williams FW17 la începutul sezonului, performanța slabă a echipei culminând cu accidentul lui Schumacher la Imola după ce acesta începuse cursa din pole position. Cu toate acestea, modificările de setup la următoarea cursă din Spania au îmbunătățit performanța lui Schumacher în mașină. El a continuat să domine restul sezonului, luând nouă victorii din șaptesprezece curse în total, adjudecându-și astfel al doilea titlu mondial. Herbert a urcat pe primul său podium din carieră în Spania și apoi a câștigat Marele Premiu al Marii Britanii și cel al Italiei. Acest efort combinat a câștigat pentru Benetton primul său campionat al constructorilor, punând capăt dominației de trei ani a lui Williams. Herbert a susținut mai târziu că echipa nu a reușit să-i ofere echipament egal și i-a acuzat că îl favorizează pe Schumacher.

### Declinul (1996-1999)
Benetton a început să concureze sub naționalitatea italiană pentru sezonul 1996, dar a rămas cu sediul în Regatul Unit. În ciuda faptului că a fost contractat să concureze pentru Benetton, Schumacher a plecat devreme pentru a se alătura Ferrari, invocând acțiunile echipei din 1994 drept motiv pentru care a renunțat. Herbert a fost abandonat de echipă și s-a alăturat lui Sauber. Înlocuitorii lor au fost Jean Alesi și Gerhard Berger, după ce ambii părăsiseră Ferrari. Williams a revenit la dominație în 1996, iar plecarea lui Schumacher i-a permis lui Ferrari să se lupte pentru victorii, lăsând-o pe Benetton în dificultate. B196 a ocupat zece podiumuri, dar echipa nu a reușit să câștige vreo cursă pentru prima dată din 1988. Alesi și Berger erau aproape să câștige Marele Premiu al Principatului Monaco și, respectiv, cel al Germaniei, dar ambii s-au retras în ultimele tururi. Benetton a terminat sezonul pe locul 3 în campionat cu 68 de puncte, mai puțin de jumătate față de 1995.

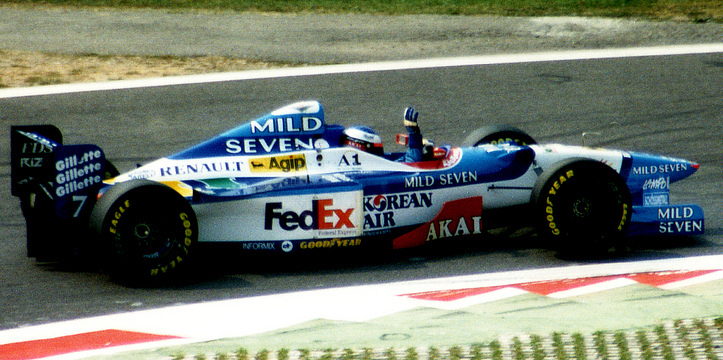
Jean Alesi salutând fanii după.

Până în 1997, directorul tehnic Ross Brawn și designerul șef Rory Byrne, precum și mulți alți angajați, părăsiseră Benetton pentru a se alătura lui Schumacher la Ferrari. Managerul Composites, Philip Henderson, care a fost cu echipa încă de la început, a plecat și el să-l ajute pe Dan Gurney cu echipa sa de Indy Car din California. B197, ca și predecesorul său, nu s-a putut lupta cu Williams și Ferrari. Cu toate acestea, echipa a obținut în continuare un număr de podiumuri de-a lungul sezonului. Berger a fost forțat să rateze trei curse din cauza bolii și a morții tatălui său; înlocuitorul său a fost pilotul de testare începător Alexander Wurz. Wurz a marcat un podium în Marea Britanie, în doar a treia sa cursă în Formula 1. Berger a revenit pentru Marele Premiu al Germaniei, câștigând cursa din pole position în mod dominant. Cu toate acestea, aceasta s-a dovedi a fi ultima victorie a lui Benetton în Formula 1. Alesi a luat pole position în Italia, dar a pierdut timp din cauza unei opriri lente, terminând pe locul 2. Benetton a încheiat sezonul pe locul 3 în campionat cu 67 de puncte.
1998 a cunoscut numeroase schimbări în cadrul echipei Benetton. Berger s-a retras din Formula 1, iar Alesi a plecat pentru a se alătura Sauber. Pilotul de testare Wurz a fost promovat pe un loc de curse, alături de Giancarlo Fisichella, care a părăsit Jordan. Renault s-a retras din Formula 1, lăsându-le lui Benetton și Williams cu motoare Renault din 1997 dezvoltate de Mecachrome. Benetton a redenumit aceste motoare drept Playlife, o marcă de îmbrăcăminte sport deținută de familia Benetton. Directorul executiv Flavio Briatore a fost demis și înlocuit de fostul campion mondial de raliuri și șeful Prodrive, David Richards. Fisichella a avut un oarecare succes cu B198, obținând două clasări consecutive pe locul 2 în Monaco și Canada, și pole position în Austria. Cu toate acestea, Benetton a devenit necompetitiv spre sfârșitul sezonului, obținând doar un singur punct în ultimele șapte curse. Echipa a dat vina parțial pe furnizorul de anvelope Bridgestone, susținând că a favorizat echipa de succes McLaren. Benetton a terminat sezonul pe locul 5 în campionat cu 33 de puncte.

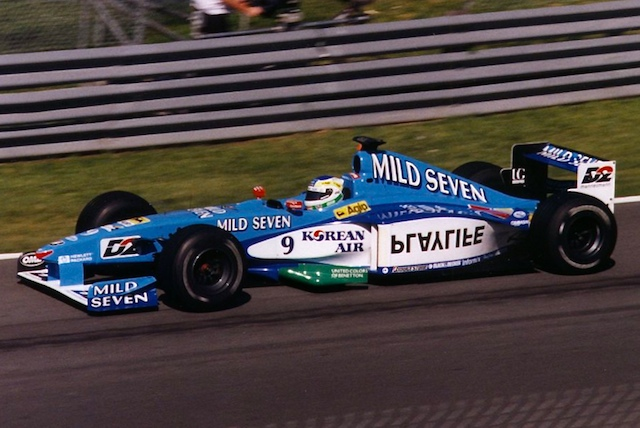
Giancarlo Fisichella în.

Directorul executiv Richards a părăsit Benetton după doar un an în postul său și a fost înlocuit de Rocco Benetton pentru 1999, din cauza unui dezacord cu familia Benetton cu privire la strategia viitoare. Motoarele Renault au fost acum dezvoltate de compania Supertec a lui Flavio Briatore, dar au continuat să fie etichetate Playlife. B199 a fost o dezamăgire și a demonstrat declinul constant al echipei. Punctul culminant al sezonului a fost locul 2 al lui Fisichella în Canada, însă acest lucru a venit doar după numeroase retrageri de la alte mașini. Următoarele zece curse au văzut doar o singură clasare în puncte pentru Benetton; Locul 5 al lui Wurz în Austria. Benetton a încheiat sezonul pe locul 6 în campionat cu 16 puncte, cea mai slabă poziție finală vreodată.

### Achiziționarea de către Renault și ultimul sezon (2000-2001)
Înainte de începerea sezonului 2000, echipa a fost vândută către Renault, deoarece producătorul a căutat să se întoarcă în Formula 1, dar echipa și-a păstrat în continuare numele Benetton. Ca parte a restructurării lor, Renault l-a readus pe Flavio Briatore ca manager de echipă. B200 a fost o îmbunătățire față de predecesorul său, adunând trei podiumuri, inclusiv locul 2 în Brazilia după descalificarea lui David Coulthard. Toate aceste trei podiumuri au fost obținute de Fisichella; Wurz a avut dificultăți cu mașina și a adunat doar un singur punct, cu locul 5 în Italia. Benetton a încheiat sezonul pe locul 4 în campionat cu 20 de puncte.

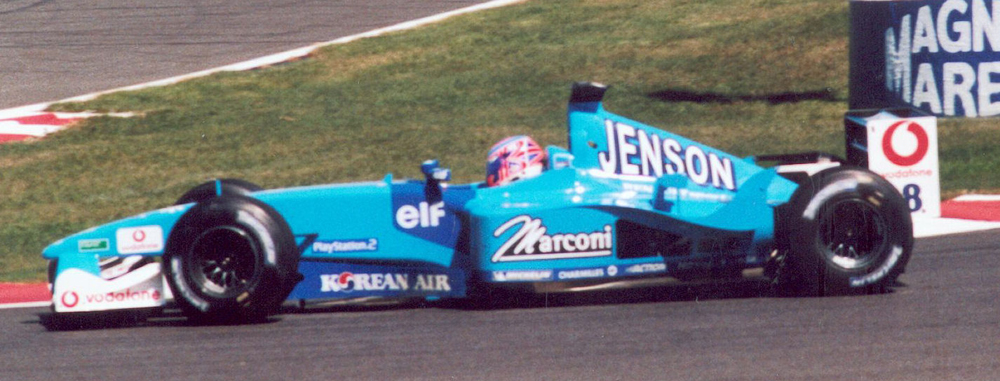
Ultima mașină de Formula 1 construită de Benetton, B201, condusă de Jenson Button în.

Numele Renault a revenit în Formula 1 în 2001, când Benetton a primit motoare Renault de fabrică. Tânărul Jenson Button, care fusese abandonat de Williams, l-a înlocuit pe Wurz. În ciuda acestor schimbări, Benetton a avut un început dezastruos în 2001, B201 abia reușind să se califice în top 20. Doar un singur punct a fost salvat în primele unsprezece curse, când Fisichella a terminat pe locul 6 în Brazilia, după ce alte douăsprezece mașini nu au reușit să termine cursa. Performanțele echipei au început să se schimbe la Marele Premiu al Germaniei, când Fisichella și Button au terminat pe locurile 4, respectiv 5. Dezvoltarea continuă a șasiului i-a permis lui Benetton să părăsească Formula 1 la un nivel ridicat, iar performanța mașinilor a crescut. Button și Fisichella au marcat 10 puncte pentru echipă, inclusiv un podium impresionant pentru Fisichella în Belgia.
2001 a fost ultimul sezon pentru numele Benetton, deoarece echipa a fost transformată complet în Renault F1 Team pentru sezonul 2002. Echipa Renault avea să câștige campionatele piloților și constructorilor atât în 2005, cât și în 2006 cu Fernando Alonso. Echipa a fost  ulterior vândută și a devenit Lotus F1 Team în 2012, înainte de a fi răscumpărată de Renault și de a deveni Renault Sport Formula One Team în 2016 și apoi Alpine în 2021. Echipa continuă să opereze de la baza din Enstone, înființată de Benetton în 1992.
Echipa Benetton este astăzi cel mai bine cunoscută pentru succesul său cu Michael Schumacher, care a obținut 19 din cele 27 de victorii ale echipei și cele două Campionate Mondiale ale Piloților.

## Palmares în Formula 1
| Sezon | Nume                              | Șasiu(ri)  | Motor                                                      | Pneuri | Nr.         | Piloți                                                    | Puncte | CMC |
| ----- | --------------------------------- | ---------- | ---------------------------------------------------------- | ------ | ----------- | --------------------------------------------------------- | ------ | --- |
| 1986  | Benetton Formula                  | B186       | BMW M12/13 L4t                                             | P      | 19. 20.     | Teo Fabi Gerhard Berger                                   | 19     | 6   |
| 1987  | Benetton Formula                  | B187       | Ford-Cosworth GBA 1,5 V6t                                  | G      | 19. 20.     | Teo Fabi Thierry Boutsen                                  | 28     | 5   |
| 1988  | Benetton Formula                  | B188       | Ford-Cosworth DFR 3,5 V8                                   | G      | 19. 20.     | Alessandro Nannini Thierry Boutsen                        | 39     | 3   |
| 1989  | Benetton Formula                  | B188 B189  | Ford-Cosworth DFR 3,5 V8 Ford HBA1 3,5 V8 Ford HBA4 3,5 V8 | G      | 19. 20.     | Alessandro Nannini Johnny Herbert Emanuele Pirro          | 39     | 4   |
| 1990  | Benetton Formula                  | B189B B190 | Ford HBA4 3,5 V8                                           | G      | 19. 20.     | Alessandro Nannini Roberto Moreno Nelson Piquet           | 71     | 3   |
| 1991  | Camel Benetton Ford               | B190B B191 | Ford HBA4 3,5 V8 Ford HBA5 3,5 V8                          | P      | 19. 20.     | Roberto Moreno Michael Schumacher Nelson Piquet           | 38,5   | 4   |
| 1992  | Camel Benetton Ford               | B191B B192 | Ford HBA5 3,5 V8 Ford HBA7 3,5 V8                          | G      | 19. 20.     | Michael Schumacher Martin Brundle                         | 91     | 3   |
| 1993  | Camel Benetton Ford               | B193 B193B | Ford HBA7 3,5 V8 Ford HBA8 3,5 V8                          | G      | 5. 6.       | Michael Schumacher Riccardo Patrese                       | 72     | 3   |
| 1994  | Mild Seven Benetton Ford          | B194       | Ford ECA Zetec-R 3,5 V8                                    | G      | 5. 5./6. 6. | Michael Schumacher JJ Lehto Jos Verstappen Johnny Herbert | 103    | 2   |
| 1995  | Mild Seven Benetton Renault       | B195       | Renault RS7 3,0 V10                                        | G      | 1. 2.       | Michael Schumacher Johnny Herbert                         | 137    | 1   |
| 1996  | Mild Seven Benetton Renault       | B196       | Renault RS8 3,0 V10                                        | G      | 3. 4.       | Jean Alesi Gerhard Berger                                 | 68     | 3   |
| 1997  | Mild Seven Benetton Renault       | B197       | Renault RS9 3,0 V10                                        | G      | 7. 8.       | Jean Alesi Gerhard Berger Alexander Wurz                  | 67     | 3   |
| 1998  | Mild Seven Benetton Playlife      | B198       | Playlife GC37-01 3,0 V10                                   | B      | 5. 6.       | Giancarlo Fisichella Alexander Wurz                       | 33     | 5   |
| 1999  | Mild Seven Benetton Playlife      | B199       | Playlife FB01 3,0 V10                                      | B      | 9. 10.      | Giancarlo Fisichella Alexander Wurz                       | 16     | 6   |
| 2000  | Mild Seven Benetton Playlife      | B200       | Playlife FB02 3,0 V10                                      | B      | 11. 12.     | Giancarlo Fisichella Alexander Wurz                       | 20     | 4   |
| 2001  | Mild Seven Benetton Renault Sport | B201       | Renault RS21 3,0 V10                                       | M      | 7. 8.       | Giancarlo Fisichella Jenson Button                        | 10     | 7   |